# كعب بن سور الأزدي
كعب بن سور الأزدي، قاضي البصرة في عهد عمر بن الخطاب.

## نسبه ومعالم حياته[1]
هو كعب بن سور ابن بكر بن عبيد بن ثعلبة بن سليم بن ذهل بن لقيط بن الحارث بن مالك بن فهم بن غنم بن دوس بن عدنان بن عبد الله بن زهران بن كعب ابن الحارث بن كعب بن عبد الله بن مالك بن نصر بن الأزد، الأزدي [انظر المصدر]  من قبيلة من أهل اليمن، لم تشر المصادر والمراجع الذي بين أيدينا إلى تاريخ ولادته وإن أجمعت أن وفاته كانت في موقعة الجمل سنة 36هـ.
• كان كعب مسيحياً في الجاهلية، واعتنق الإسلام عن وعي وإدراك واقتناع، فكان من القلة الخيرة المؤمنة من أهل الكتاب الموصوفة من الله بقوله: ﴿لَيْسُوا سَوَاءً مِنْ أَهْلِ الْكِتَابِ أُمَّةٌ قَائِمَةٌ يَتْلُونَ آيَاتِ اللَّهِ آنَاءَ اللَّيْلِ وَهُمْ يَسْجُدُونَ ۝١١٣ يُؤْمِنُونَ بِاللَّهِ وَالْيَوْمِ الْآخِرِ وَيَأْمُرُونَ بِالْمَعْرُوفِ وَيَنْهَوْنَ عَنِ الْمُنْكَرِ وَيُسَارِعُونَ فِي الْخَيْرَاتِ وَأُولَئِكَ مِنَ الصَّالِحِينَ ۝١١٤ وَمَا يَفْعَلُوا مِنْ خَيْرٍ فَلَنْ يُكْفَرُوهُ وَاللَّهُ عَلِيمٌ بِالْمُتَّقِينَ ۝١١٥﴾ [آل عمران:113–115].
فقد آمن كعب إيماناً صادقاً عميقاً، وكاملاً وشاملاً وانضم إلى الصف المسلم وقام بحراسة دين الإسلام.
• لم تثبت رؤيته للرسول ﷺ، ولم يرو عنه أي حديث، وإن عاصر كبار الصحابة، وفقه آيات الأحكام والحديث ويعد كعب من كبار التابعين.
• مكث في القضاء اثني عشر عاماً فقد استقضاه عمر قاضياً على البصرة في سنة 18هـ، ولم يزل كعب قاضياً لعمر حتى استشهد عمر رضي الله عنه في عام 23هـ، وفي عام 29هـ ولى عثمان بن عفان عبد الله بن عامر على البصرة، فأعاد ابن عامر كعباً على القضاء فلم يزل حتى استشهد.

## كيف ولى عمر كعباً لقضاء البصرة؟[1]
يحدثنا الشعبي: أن كعب بن سور كان جالساً فجاءت امرأة، فقالت: يا أمير المؤمنين: ما رأيت رجلاً قط أفضل من زوجي إنه ليبيت ليلة قائماً، ويظل نهاره صائماً في اليوم الحار ما يفطر، فاستغفر لها وأثنى عليها. وقال: مثلك أثنى الخير...وقال: واستحيت المرأة فقامت راجعة.فقال كعب: يا أمير المؤمنين، هلا أعنت المرأة على زوجها أن جاءتك تستعديك؟ قال: أو ذاك أرادت؟ قال: نعم... فردت، فقال: لا بأس بالحق أن تقوليه، إن هذا زعم أنك جئت تشتكين زوجك، أنه يجتنب فراشك.
قالت: أجل إني امرأة شابة، وإني أتتبع ما يتبع النساء، فأرسل إلى زوجها فجاءه. فقال لكعب: اقض بينهما، فإنك فهمت من أمرهما ما لم أفهمه. فقال كعب: أمير المؤمنين أحق أن يقضي بينهما، فقال: عزمت عليك لتقضين بينهما قال: فإني أرى كأنها امرأة عليها ثلاث نسوة هي رابعتهن فأقض له بثلاثة أيام ولياليهن، يتعبد فيهن، ولها يوم وليلة (ليس له فيها إلا أداء الفريضة) فقال عمر: والله ما رأيك الأول بأعجب من الآخر، اذهب فأنت قاض على أهل البصرة.
وفي رواية أخرى طريقة عن المدائني تتفق معها في المعنى وتنفرد بأنها تصور حجج الخصوم وأدلتهم بصياغة شعرية.. فالمرأة التي أتت عمر بن الخطاب تثني على زوجها فقال له كعب بن سور: إنها تشكوه.فقال عمر: اقض بينهما. فتكلمت المرأة فقالت:
يا أيها القاضي الحكيم رشده ألهى خليلي عن فراشي مسجده
زهده في مضجعي تعبده نهاره وليله ما يرقده
ولست في أمر النساء أحمده فأقض القضاء يا كعب لا تردده
فقال الزوج:
إني امرؤ أذهلني ما قد نزل
في سورة النور وفي السبع الطول
زهدني في فرشها ما في الحجل
وفي كتاب الله تخويف جلل
فحثها في ذا على حسن البعل
فقال كعب:
إن أحق القاضيين من عقل
ثم قضى بالحق جهداً وفصل
إن لها حقاً عليك يا بعل
نصيبها من أربع لمن عدل
فأعطها ذاك ودع عنك العلل

### كعب يراجع عمر في قضائه في عين ماء
ذكر أبو عبيدة معمر بن المثنى: أن صاحب عين أتى عمر، وعنده كعب ابن سور، فقال: يا أمير المؤمنين إن لي عيناً فاجعل لي خراج ما تسقي. فقال: هو لك. فقال كعب: يا أمير المؤمنين ليس ذاك له قال: ولم؟ قال: لأنه لا يفيض ماؤه عن أرضه فيسقي أرض الناس، ولو حبس ماؤه في أرضه لغرقت، فلم ينتفع بمائه، ولا بأرضه، فمره، فليحبس ماؤه عن أرض الناس إن كان صادقاً. فقال له عمر: أتستطيع أن تحبس ماءك؟
قال: لا. قال عمر هذه لكعب مع الأولى ذلك لأن موقف كعب تطبيقاً لقاعدة إسلامية كلية «الخراج بالضمان»، ومعنى الخراج ما يخرج من الغلة والنتاج والمنفعة ومعنى الضمان ما يصرف من النفقات أو يتحمل من الأضرار.

## تَقَيَّأ كعب الهدية لأنها سُحْتٌ ورشوة[1]
حدث المدائني قال قالت بنت كعب بن سور ألْطَفَنا بعض الحي بلُطف(الهدية) فدخل أبي فرآه فأدنيناه إليه، فأكل ثم قال: من أين هذا لكم. قلنا له: أهداه، لنا فلان فتقيأه لأن الهدية إذا دخلت بيت القاضي دفعت إلى الطمع منه والشبهة فيه، فقد كانت تعاليم عمر بن الخطاب إلى عماله- من جراء تجربته- أن الهدايا هي الرشا. فقد روى لنا الشعبي أن رجلاً كان يهدي إلى عمر بن الخطاب كل عام رجل جزور (صغير الناقة) خاصم إليه يوماً. فقال: يا أمير المؤمنين اقض بيننا قضاء فصلاً كما يفصل الرجل عن سائر الجزور، فشعر عمر بثقل هذا القول وأثره على نفس القاضي الذي قد يحيد به عن وجه الحق في الدعوى وقد قضى على الرجل لأن الحق لم يكن معه، وكتب إلى عماله: ألا إن الهدايا هي الرشا فلا تقبلن من أحد هدية، إنه تطبيق حي من كعب لتعاليم ولي الأمر العام.

## من قضاياه واجتهاده[1]
- اختصم إلى كعب رجلان، باع أحدهما صاحبه ورقاً على أن يقطع برضاه، فجعل يأتيه بالأديم (آلة القطع) فيقول له: اقطع لي من وسطه ورقة ودع باقيه، فقال كعب: إما أن تقطعه كله أو لا تفسده عليه، وإلا فخذ دراهمك. وذلك من كعب تطبيقاً للمبدأ «لا ضرر ولا ضرار في الإسلام» ولا يزال هذا أساس نظرية التعسف في استعمال الحق الفقه الإسلامي».
- اشترى رجل من رجل أرضاً، فوجدها صخرة، فاختصما إلى كعب بن سور فقال كعب: أرأيت لو وجدتها ذهباً، أكنت تردها؟ قال: لا. قال فهي لك. لقد استند كعب بن سور إلى معيار الشخص العادي في تقدير العيب المألوف، وطبق قاعدة: «الغرم بالغنم»، يعني أن من ينال نفع شيء يتحمل ضرره.
- حدث الرواة: أن امرأتين رقدتا، ومع كل واحدة ولدها، فانقلبت إحداهما على أحد الصبيين فقتلته، وأصبحتا وكل واحدة منهما تدعي الباقي، فاختلفا إلى كعب بن سور فبعث إلى القافة فأوطوا (القافة: من يقتفي الأثر، أوطوا: اتفقوا) فألحق الشبه بإحدى المرأتين، فقال كعب: إني لست بسليمان بن داود، ولم أجد شيئاً أفضل من أربعة من المسلمين شهوداً، إن اجتهاد كعب في المسألة المعروضة عليه. وكل من طرفيها مدع ومدعى عليه في آن واحد، والتجاءه إلى خبرة رجال الأثر والإلصاق بالشبه مقرونة بتعددهم وعدالتهم هو دليل ظني مفضي في الغالب إلى اليقين، وما التحليل الدموي للطفل والمنسوب إليهما في العصر الحديث من الوقوف على الفضائل الدموية إلا إلحاقاً للشبه وبناء على الظن القريب من اليقين أيضاً.

### موقف كعب بن سور من الخارجين على الخليفتين عثمان وعلي
بعث الخليفة عثمان بن عفان إلى كعب بن سور وذوي الشوكة والولاة في الأمصار أن ينصروه ويحثوا الرعية على طاعته، بعد ظهور الفتنة والتفاف أهل الشغب بداره مطالبينه بأن يخلع نفسه من الخلافة بمقولة أن عماله من أقاربه دون الكفاءة والأمانة المسندة إليهم ويستبدون بالأمر من دونه. وإن كان الواقع أن وراء هذه القوى أيد خفية معادية للإسلام دخلته بقصد الإفساد والقضاء على دولته ورجاله، وكانت تبث سمومها ورسائلها المزورة إلى الأمصار على لسان كبار الصحابة تدعوهم فيها إلى الخروج على عثمان، وفي مقدمة هؤلاء اليهودي عبد الله بن سبأ، وكان الغرض أن يتكاثر الخارجون على عثمان وتزداد المطالبة بخلعه.
وقد قام كعب بحق ولي الأمر وحث أهل البصرة على نصرة الخليفة عثمان وطاعته...
ومضى كعب إلى عثمان بناء على طلب الأخير وأكد له أن البصرة عامة والأزد خاصة في طاعته ونصرته وذلك في سنة 35هـ، ولكن الأحداث تصاعدت بعد ذلك وتمكن بعض رجال الشغب من اقتحام دار عثمان وقتله والمصحف في يده، وأصبحت البلاد وقد استشهد رئيسها والثوار وأهل الشغب كادوا أن يملكوا الزمام في حاجة إلى الإمام الذي يدرك أن- الحكم مسئولية وتضحية، وقد اتفق الجميع في الظاهر بما فيهم الثوار على بيعة علي بن أبي طالب وإن كان طلحة والزبير قد بايعاه كارهين لأنهما طلبا منه أن ينصبهما في ولايات معينة، وأن يبدأ بالقصاص من قتلة عثمان، ولم تكن الظروف لتسمح بذلك، لذلك فقد مضى طلحة والزبير إلى أم المؤمنين عائشة التي كان لها موقفاً خاصاً من ولاية الإمام علي بن أبي طالب، ومضوا جميعاً إلى البصرة مطالبين بثأر عثمان أو خلع الإمام علي، وقد بعث طلحة والزبير إلى كعب بن سور برسالة بقصد استقطابه نصها: «أما بعد، فإنك قاضي عمر بن الخطاب، وشيخ أهل البصرة، وسيد أهل اليمن، وقد كنت غضبت لعثمان من الأذى فاغضب له من القتل والسلام «فأجابهما»: أما بعد، فإنا غضبنا لعثمان بالأيدي والغير باللسان، فجاء أمر الغير فيه بالسيف، فإن يكن عثمان قتل ظالماً فما لكما وله وإن يكن قتل مظلوماً فغيركما أولى به، وإن كان أمره أشكل على من شهده فهو على من غاب عنه أشكل».
وقد كان موقف كعب في البداية الاعتزال عن الحرب ويحث الناس على ذلك في المساجد ويقول: ويلكم أطيعوني، اقطعوا هذه النطفة (الماء القليل) وكونوا من ورائها، وخلوا بين الغاوين، فو الله لا يظهر طائفة منهم إلا احتاجوا إليكم. فتصدى له صبرة بن شيمان سيد الأزد وقال له: اسكت إنما أنت نصراني صاحب ناقوس وصليب وعصا.. فرجع كعب إلى منزله في دار عمر ابن عوف فأمر بزاده ليخرج من البصرة، فبلغ عائشة الخبر وقيل لها إن اتبعك كعب بن سور خرجت الأزد كلها معك، فجاءت إليه على بعيرها ولم تزل تقنعه بأن غايتها الإصلاح دون قتال حتى خرج معها وراية الأزد معه، ولما نشب القتال بين فريقها وفريق علي كان كعب ممسكاً بزمام جملها «عسكر» فكلفته عائشة بقولها: خل يا كعب عن البعير وتقدم بكتاب الله عز وجل فادعهم إليه ودفعت إليه مصحفاً، فمضى يحث القوم على العمل بكتاب الله بيد أن سهماً غرب فأصابه فكان أول مقتول بين يدي عائشة وأهل الكوفة. وقيل أنه أصيب مع كعب ثلاثة أخوة أو أربعة، فجاءت أمهم، فوجدتهم في القتلى فقالت:
أيا عين جودي بدمع سرب
على فتية من خيار العرب
فما ضرهم غير جبن النفوس
أي أميري قريش غلب
ونختم مقالتنا بكلمة للإمام علي بن أبي طالب وقد مر على أثر المعركة في القتلى فوجد كعباً بن سور وهو قتيل، فقام عليه (صلى عليه) وقال: والله ما علمت أن كنت إلا صلباً في الحق، قاضياً بالعدل.. وأثنى عليه على ما ذكره ابن وكيع في أخبار القضاة.